# Soulougou
Soulougou är en ort i Burkina Faso.   Den ligger i provinsen Gnagna Province och regionen Est, i den östra delen av landet, 220 km öster om huvudstaden Ouagadougou. Soulougou ligger 279 meter över havet och antalet invånare är 4 261.
Terrängen runt Soulougou är platt. Runt Soulougou är det ganska glesbefolkat, med 27 invånare per kvadratkilometer.. Det finns inga andra samhällen i närheten.
Trakten runt Soulougou består i huvudsak av gräsmarker.